# Asalto de ladrones
Asalto de ladrones (también conocido por Ataque al coche, Bandidos asaltando una diligencia o Asalto a la diligencia)  es un óleo sobre hojalata, de Francisco de Goya pintado en 1793 o 1794 en pequeño formato (50 x 32 cm), coincidiendo con una grave enfermedad del pintor. En él unos ladrones asaltan a mano armada una diligencia y se pueden apreciar varios cadáveres tendidos en el suelo.
Procede de las colecciones conde de Adanero y marqués de Castro Serna. Hasta octubre de 2015 perteneció a la Colección Varez Fisa, fecha a partir de la cual ha pasado a formar parte de la Colección Abelló. 

## Análisis
Los tonos difieren del Asalto de la diligencia (1787; colección Alicia Koplowitz-Grupo Omega Capital), que trataba el mismo asunto. En aquel dominaban los tonos pasteles, azules y verdosos del paisaje rococó, ocultando la violencia del suceso cruento, que quedaba marginado al quedar el cadáver en el ángulo inferior izquierdo, mientras que la escena principal mostraba al grupo de ladrones inspeccionando el botín. En esta versión, contemporánea a la grave enfermedad que padeció en 1793 y de la que resultó sordo, predominan los tonos ocres y tierras. La muerte violenta ocupa el centro del cuadro y no hay dispersión del interés en dos grupos compositivos. El punto de vista es más cercano y todos los gestos están relacionados con el asesinato.